# 1815 en droit
Cet article présente les faits marquants de l'année 1815 en droit.

## Événements

### Juin
- 8 juin : adoption de l'Acte confédéral allemand (Deutsche Bundesakte), constitution de la Confédération germanique lors du congrès de Vienne. Il sera complété par l’acte final du Congrès conclu le 25 novembre 1819 et entré en vigueur le 8 juin 1820.

### Août
- 24 août : Loi fondamentale du royaume uni des Pays-Bas